# 酒井佑人
酒井 佑人 （さかい ゆうと、1991年2月26日 - ）は、日本のゲイリポーター、ゲイタレントである。血液型A型。
アースライズプロダクション所属。かつてはトレジャーエンターテイメントに所属していた。

## 略歴
- ゲイのレポーター、タレントとして活動
- 2017年4月12日、浅田真央の引退記者会見でインタビューがYahoo!のトップニュース掲載。

## 人物
- 平成生まれだがレコード2000枚以上もっており、歩くWikipediaと言われるほどに昭和の知識が豊富であるためメインはレコードタレントとして活動の幅を広げている。[2]
- 特技 マラソン、大食い

## 出演

### テレビ
- 学園天国24時（千葉テレビ、2015年）

### ネット配信
- フランス10(インターネットメディア日仏共同テレビ局) - ゲイレポーター
- 平成・音楽Actor-水野哲放送局（FRESH!） - レギュラー

### オリジナルビデオ
- 心霊 〜パンデミック〜 フェイズ2（2015年10月2日） - ガンモ 役
- 48hours（2017年2月25日） - 山本拓也 役

### 舞台
- 新宿銀次-十六夜 最終章-（2017年7月20日、調布市せんがわ劇場） - 青空はねる 役

### 雑誌
- 週刊金曜日
- 社会新報
- Badi